# Gösta Glase
Gösta Glase (Kumla, 25 luglio 1920 – Lidingö, 29 agosto 2001) è stato un fotografo svedese.

## Biografia

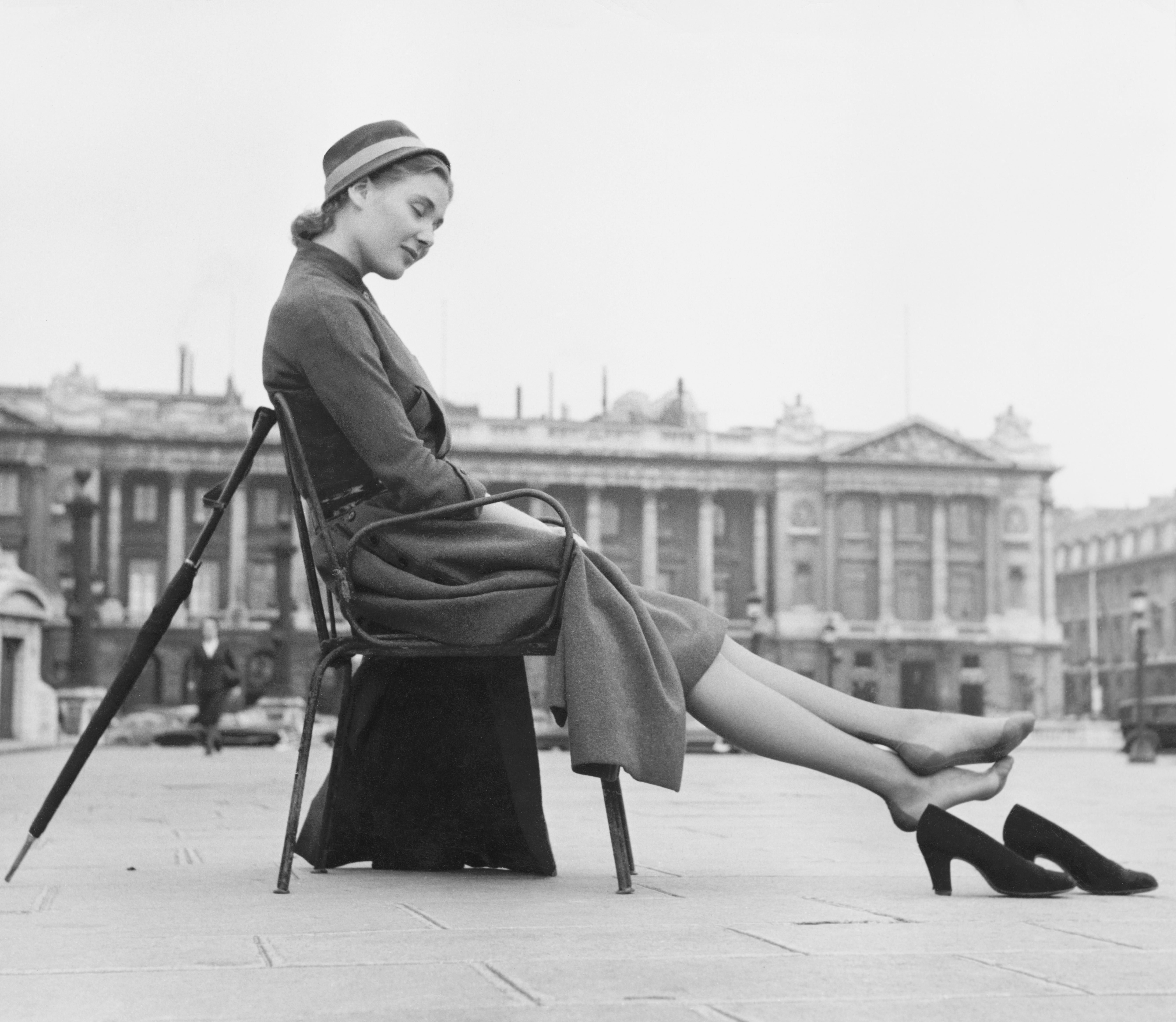
Foto di moda, 1950-55

Glase è stato principalmente autore di gran parte delle fotografie classiche di Stoccolma che vanno dagli anni Cinquanta agli anni Settanta del Novecento, pubblicandoli assieme alla moglie Beatrice, giornalista. Entrambi furono attivi nelle riviste "Idun" e "Vecko-Journalen", dove Glase pubblicò ritratti e foto di moda, cucina ed immagini di viaggio. All'inizio degli anni '50, l'architetto Holger Blom gli commissionò di documentare l'arte pubblica della città.
Glase, Gustav Hansson, Bo Dahlin, Rolf Blomberg ed Anna Riwkin-Brick, tutti fotografi che hanno viaggiato molto anche al di fuori del loro paese, nel 1960 fondarono lo studio fotografico "Full hand" con cui realizzarono la mostra "Den globala människan" (ovvero "L'uomo globale"), in cui l'elemento umano aveva il ruolo centrale nelle immagini.
L'archivio delle fotografie di Gösta Glase è conservato presso il Museo nordico.